# Tidgituk Island
Tidgituk Island ist eine kleine unbewohnte Insel der Andreanof Islands, die zu den Aleuten gehört. Die etwa 800 m lange Insel liegt südlich von Tanaga Island.
Tidgituk wurde 1852 erstmals von Michail Tebenkow als „O(strov) Tidgitok“ in den Seekarten verzeichnet.